# Lipomo
Lipomo es una localidad y comune italiana de la provincia de Como, región de Lombardía, con 5.829 habitantes.

## Evolución demográfica
| Gráfica de evolución demográfica de Lipomo entre 1861 y 2001 |
|                                                              |
| Fuente ISTAT - elaboración gráfica de Wikipedia              |